# Luís Henrique da Silva Alves
Luíz Henrique da Silva Alves (São João de Meriti, 2 de julho de 1981) é um ex-futebolista brasileiro que atuava como atacante.

## Carreira
Teve destaque na temporada 2006 com a camisa do São Raimundo, pela Série B, onde foi eleito a revelação da competição, com 12 gols.
Se destacou novamente no São Caetano, onde foi vice-campeão paulista em 2007, marcando 5 gols, 1 deles no primeiro jogo da final.
Em junho de 2007 foi contratado pelo Palmeiras por empréstimo até maio de 2008. Pelo clube, foi Campeão Paulista em 2008. No total, atuou em 32 partidas e marcou 2 gols.
Após a passagem de aproximadamente um ano pelo Palmeiras, se transferiu para o Suwon Bluewings da Coréia do Sul.
Mas se destacou no clube rival, o Jeonbuk Motors, onde virou ídolo. O clube chegou a estampar caricatura de seu rosto em caixinhas de suco. Em 2009, foi o principal assistente do time, com 11 passes para gols. Na sua primeira passagem pelo clube, conquistou os títulos nacionais em 2009 e 2011.
Teve passagens pelo futebol dos Emirados Árabes Unidos, onde defendeu as camisas do Al-Shabab (2012/2013) e Emirates Club (2013/2015).
No seu retorno à equipe de Jeonbuk, em 2015, foi novamente campeão nacional. Na sua última temporada, disputou 16 jogos e marcou 3 gols. Sua despedida aconteceu em 13 de julho de 2016, na vitória contra Bucheon por 3 a 2.
No segundo semestre de 2016, acertou com Gangwon FC, na época líder da segunda divisão da Coreia do Sul.
No final de fevereiro de 2018, foi apresentado no Bangu.